# إيفرت فاغان
إيفرت فاغان (بالإنجليزية: Everett Fagan)‏ هو لاعب كرة قاعدة أمريكي، ولد في 13 يناير 1918 في Pottersville, New Jersey ‏ في الولايات المتحدة، وتوفي في 16 فبراير 1983 في موريستاون في الولايات المتحدة.

## وصلات خارجية
- إيفرت فاغان على موقعبيزبول رفرنس.كوم (الدوري الرئيسي) (الإنجليزية)
- إيفرت فاغان على موقعبيزبول رفرنس.كوم (الدوري الثانوي) (الإنجليزية)